# 浦上壮平
浦上 壮平（うらかみ そうへい、1966年8月25日 - ）は、日本の実業家。株式会社エスプール創業者・代表取締役会長兼社長。
趣味はゴルフとシャケ釣り。

## 人物・来歴
兵庫県神戸市出生、千葉県野田市育ち。
1985年芝浦工大柏高校卒業。
1989年芝浦工業大学工業化学科卒業。
大学在学中にイベントサークルを設立。、
1990年日本情報サービスを友人と設立。
1992年ファコムジャパン設立。
1995年タートルジャパン(家庭教師派遣センター)取締役。
1999年12月大卒フリーターの就労支援のためエスプールを設立し、同社代表取締役社長に就任。
2004年エスプール代表取締役会長兼CEO。
2006年エスプール代表取締役会長兼社長。
2006年2月10日大阪証券取引所ヘラクレス市場に上場。
2019年2月12日東京証券取引所第二部へ市場変更。
同年7月26日東京証券取引所第一部へ市場変更